# Giovanni Capellini
Giovanni Capellini (La Spezia, 23 agosto 1833 – Bologna, 28 maggio 1922) è stato un geologo e paleontologo italiano.
Fu senatore del Regno d'Italia nella XVII legislatura.

## Biografia

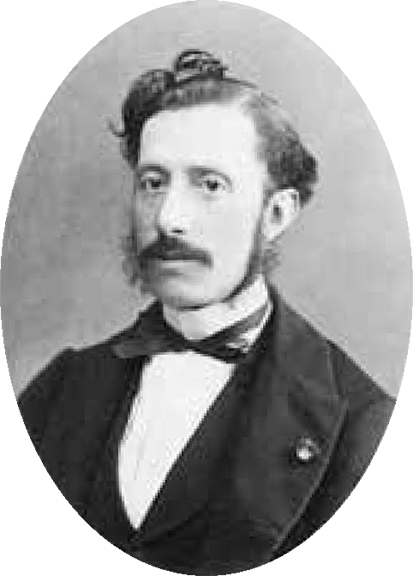
Ritratto di Giovanni Capellini giovane

Di famiglia cattolica di origini portoveneresi, figlio di Francesco Capellini e Margherita Ferrarini, è avviato dai genitori prima alla carriera di musicista e poi a quella ecclesiastica, per la quale tuttavia non sente vocazione e che provoca scontri familiari, rimanendo in convento fino al 1854 per uscirne alla morte del padre. Per provvedere alla propria sopravvivenza fa il rilegatore di libri, l'istitutore in un collegio della Spezia, il costruttore di apparecchi elettrici.
Ha un fratello minore, Luigi, che, a sua differenza, segue la carriera teologica, completando gli studi a Padova sotto la guida del pastore Henry James Piggott e che, dopo esser stato capitano e cappellano militare, è fattore nel radicamento del metodismo in Italia.
Giovanni quindi può dedicarsi alla geologia grazie all'interessamento del Rettore del Seminario di Pontremoli, che gli offre l'incarico di prefetto nel Seminario cittadino, e prosegue gli studi grazie al Comune della Spezia, che provvede a pagargli le spese all'Università di Pisa. Dopo la laurea abbraccia la professione di geologo, e inizia le sue ricerche esplorative sulle Alpi Apuane.
Il suo lavoro viene apprezzato molto presto negli ambienti accademici: si reca in Francia per approfondire gli studi e al suo rientro in Italia, nel 1860, viene nominato professore di Storia naturale nel Collegio nazionale di Genova. 
Ricoprirà l'incarico per pochissimo tempo poiché, subito dopo, con nomina ministeriale, a partire dall'8 marzo 1860 diventa professore di Geologia all'Università di Bologna.
Si tratta della prima cattedra di questa materia in Italia.  il Museo di geologia dell'università di Bologna deve a lui gran parte della sua fama internazionale.
Nel 1862 si reca negli Stati Uniti: in particolare, nel Nebraska ha modo di approfondire le sue indagini antropologiche e geo-paleontologiche, unendo alla propria attenzione per gli scavi ed i ritrovamenti naturalistici un nuovo interesse per la preistoria umana.
L'amico Carducci gli dedica un sonetto per il matrimonio con Ginevra Foresti nel 1866. Rimasto prematuramente vedovo, si risposa poi nel 1870 con Beatrice Niccolini, dalla quale ha due figli, Piero e Carlo.

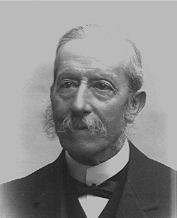
Ritratto di Giovanni Capellini in età matura

Capellini, ritornando in Italia, continua i suoi studi sui fossili, diventa rettore dell'Università di Bologna ed inizia la compilazione della Carta geologica d'Italia. Dal 1883 in poi è più volte presidente della Società Geologica Italiana e nel 1890 fu nominato senatore del Regno d'Italia.
Capellini è sepolto nella Galleria Tre Navate del cimitero monumentale della Certosa di Bologna. Sempre in Certosa gli è dedicato un monumento commemorativo nel Chiostro VI.
La biblioteca dell'Archiginnasio conserva il suo carteggio.

## Riconoscimenti
Alla Spezia è ricordato da un monumento, opera di Angiolo Del Santo, posto su via Domenico Chiodo in fregio ai giardini pubblici. 
A lui è anche intitolata l'Accademia di Scienze spezzina, costituita il 1º gennaio 1924 come naturale erede della Società lunigianese di Storia naturale "Giovanni Capellini" fondata nel 1919 con lo scopo di contribuire al progresso generale delle scienze ed in particolare di promuovere le ricerche e gli studi sulla Lunigiana e sulle regioni limitrofe. Inoltre a lui è dedicata la via centrale di Portovenere, il Carrugio.
A Bologna il Museo geologico universitario, esistente già dal 1808, ma da lui profondamente curato e modificato, porta oggi il suo nome.